# Oncholaimus longicavatus
Oncholaimus longicavatus is een rondwormensoort uit de familie van de Oncholaimidae.